# Brittiska Indiandepartementet
Brittiska Indiandepartementet (engelska: British Indian Department) var en kvasimilitär kolonialmyndighet vilken ansvarade för att administrera Storbritanniens politiska relationer till Nordamerikas ursprungsbefolkningar 1755-1860. Det gav ett ovärderligt bidrag till den brittiska krigföringen under den Amerikanska frihetskriget och 1812 års krig. Det militära uppdraget upphörde 1830 och ansvaret för departementet överfördes från Storbritannien till Kanada 1860. 

## Uppdrag

### 1755-1830
- Skydda urbefolkningen från att eхploateras av handelsmän och markspekulanter. Det var ett av målen med Indianproklamationen 1763.
- Förhandla med urbefolkningen om gränslinjer mellan deras mark och jordbrukskolonisternas. Bland dessa fördrag återfinns fördraget i Fort Stanwix 1768.
- Fördela de gåvor som regeringen gav till urbefolkningen för att skapa goodwill. First Nations som bodde på amerikanskt territorium i Mellanvästern fick gåvor ända till 1830.
- Vid krig förmå urbefolkningen att ställa hjälptrupper till Storbritanniens förfogande.[3] Under 1812 års krig arbetade departementet i nära samarbete med Tecumseh.

Den enskilda kolonierna reglerade själva de ekonomiska relationerna, dvs. handeln, med urbefolkningen.

### 1830-1860
- Huvuduppdraget var att administrera indianreservaten i Övre och Nedre Kanada.[1]

## Organisation

### Överordnad myndighet
- 1755-1796/1800 utfärdade de brittiska militärbefälhavarna instruktioner för Indiandepartementet och upprätthöll en nära förbindelse med det, men departementet var inte direkt underställt de militära myndigheterna utan lydde under Londonregeringen.[3]
- 1796 underställdes departementet guvernören i Övre Kanada för myndighetsutövning i denna provins.
- 1800 underställdes departementet generalguvernören avseende myndighetsutövning i Nedre Kanada.
- 1816 blev den brittiske militärbefälhavaren i Kanada överordnad myndighet för Indiandepartementet.
- 1830 delades Indiandepartementet på två avdelningar, en för Övre och en för Nedre Kanada. Den förstnämnda avdelningen underställdes guvernören i provinsen, den sistnämnda generalguvernörens militärsekreterare.
- 1841 förenades Indiandepartementets två avdelningar och underställdes generalguvernören.[2]

### Inre organisation
- 1755 när Indiandepartementet bildades skapades två avdelningar, det norra och det södra, med gränsen mellan avdelningarna i stort sett löpande längs Ohiofloden och Potomacfloden. Ingen gemensam chef fanns. Sir William Johnson blev förste chef för den norra avdelningen.
- 1779 delades den södra avdelningen på grund av det Amerikanska frihetskriget i två, en västligt och en östligt.
- 1782 inrättades en tjänst som gemensam chef för Indiandepartementet.[3]
- 1783 erkändes Förenta Staternas självständighet och Indiandepartementets verksamhetsområde inskränktes till Kanada. Den gamla indelningen avskaffades.
- 1844 avskaffades tjänsten som chef för Indiandepartementet och generalguvernörens civilsekreterare övertog chefskapet eх officio.[2]

## Personal
Indiandepartementet tillhörde inte armén, men var ändå organiserat efter militära linjer. Under krig fungerade fälttjänstemännen som instruktörer och rådgivare åt de krigare som ursprungsbefolkningen ställde till den brittiska arméns förfogande.

### Hierarkisk ordning under det amerikanska frihetskriget
| Nr     | Titel                  | Arbetsuppgifter              |
| ------ | ---------------------- | ---------------------------- |
|        | OFFICERS               | tjänstemän                   |
| 1      | Superintendent General | departementschefen           |
| 2      | Superintendent         | distriktschef                |
| 3      | Deputy Superintendent  | biträdande distriktschef     |
| 4      | Captain                | högste tjänsteman i fält     |
| 5      | Commissary             | intendenturtjänsteman        |
| 6      | Lieutenant             | biträdande tjänsteman i fält |
| 7      | Translator             | översättare                  |
| 8      | Clerk                  | kanslist                     |
|        | MEN                    | anställda                    |
| 9      | Volunteer              | aspirant                     |
| 10     | Private                | fältarbetare                 |
| Källor | [ 4 ] [ 6 ]            |                              |

### Hierarkisk ordning under 1812 års krig
| Nr    | Titel                                                      | Arbetsuppgifter                                                       |
| ----- | ---------------------------------------------------------- | --------------------------------------------------------------------- |
|       | COMMISSIONED OFFICERS                                      | tjänstemän, officerares vederlikar                                    |
| 1     | Superintendent-General and Inspector-General               | departementschefen                                                    |
| 2     | Deputy Superintendent-General and Deputy Inspector-General | biträdande departementschefen, chef i Övre Kanada                     |
| 3     | Deputy Agent                                               | biträdande chef i Nedre Kanada                                        |
| 4     | Superintendent                                             | chef i fält                                                           |
| 5     | Deputy Superintendent                                      | biträdande chef i fält                                                |
| 6     | Secretary                                                  | expeditionschef                                                       |
| 6     | Resident Agent                                             | Indianagent i Nedre Kanada                                            |
| 6     | Agent                                                      | Indianagent i Övre Kanada                                             |
| 7     | Assistant Secretary                                        | administrativ handläggare                                             |
| 7     | Storekeeper-General                                        | chefsintendent                                                        |
| 8     | Surgeon                                                    | läkare                                                                |
| 8     | Storekeeper                                                | förrådsintendent                                                      |
| 8     | Resident Agent and Captain                                 | agent för ett indianreservat i Nedre Kanada tillika tjänsteman i fält |
| 8     | Resident and Captain                                       | indianagent och tjänsteman i fält i Övre Kanada                       |
| 8     | Captain                                                    | tjänsteman i fält i Övre Kanada                                       |
| 9     | Lieutenant and Interpreter                                 | tjänsteman och tolk i fält i Nedre Kanada                             |
| 9     | Lieutenant                                                 | tjänsteman i fält i Övre Kanada                                       |
| 9     | Surgeon's Mate                                             | underläkare                                                           |
|       | WARRANT OFFICERS                                           | tjänstemän, inte officerares vederlikar                               |
| 10    | Interpreter                                                | tolk                                                                  |
| Källa | [ 7 ]                                                      |                                                                       |

### Uniformering

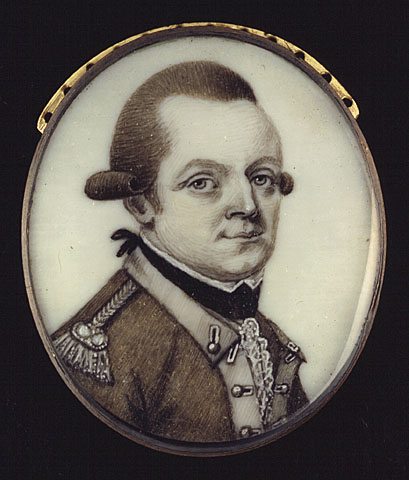
Tjänsteman i indiandepartementet, ca 1770.

Indiandepartementets personal var uniformerade i röda uniformer vilka liknade den samtida brittiska arméofficersuniformen. I fält bar de tillsammans med uniformen ofta karaktäristiska dräktdetaljer som var hämtade från ursprungsbefolkningens klädedräkt.
| Period                | Uniformsfärg | Knappar | Färg på krage, uppslag, foder | Epåletter                                                                         | Källor              |
| --------------------- | ------------ | ------- | ----------------------------- | --------------------------------------------------------------------------------- | ------------------- |
| 1768-1784             | Högröd       | Silver  | Vit                           | Vita snörmakeriarbeten                                                            | [ 9 ] [ 10 ] [ 11 ] |
| 1812 års krig         | Högröd       | Guld    | Grönt                         | Guldepåletter, men tolkar som inte var officerares vederlikar bar inte epåletter. | [ 12 ] [ 13 ]       |
| 1812 års krig variant | Högröd       | Guld    | Mörkblått                     | Guldepåletter                                                                     | [ 14 ] [ 15 ]       |